# Jerzy Skowronek

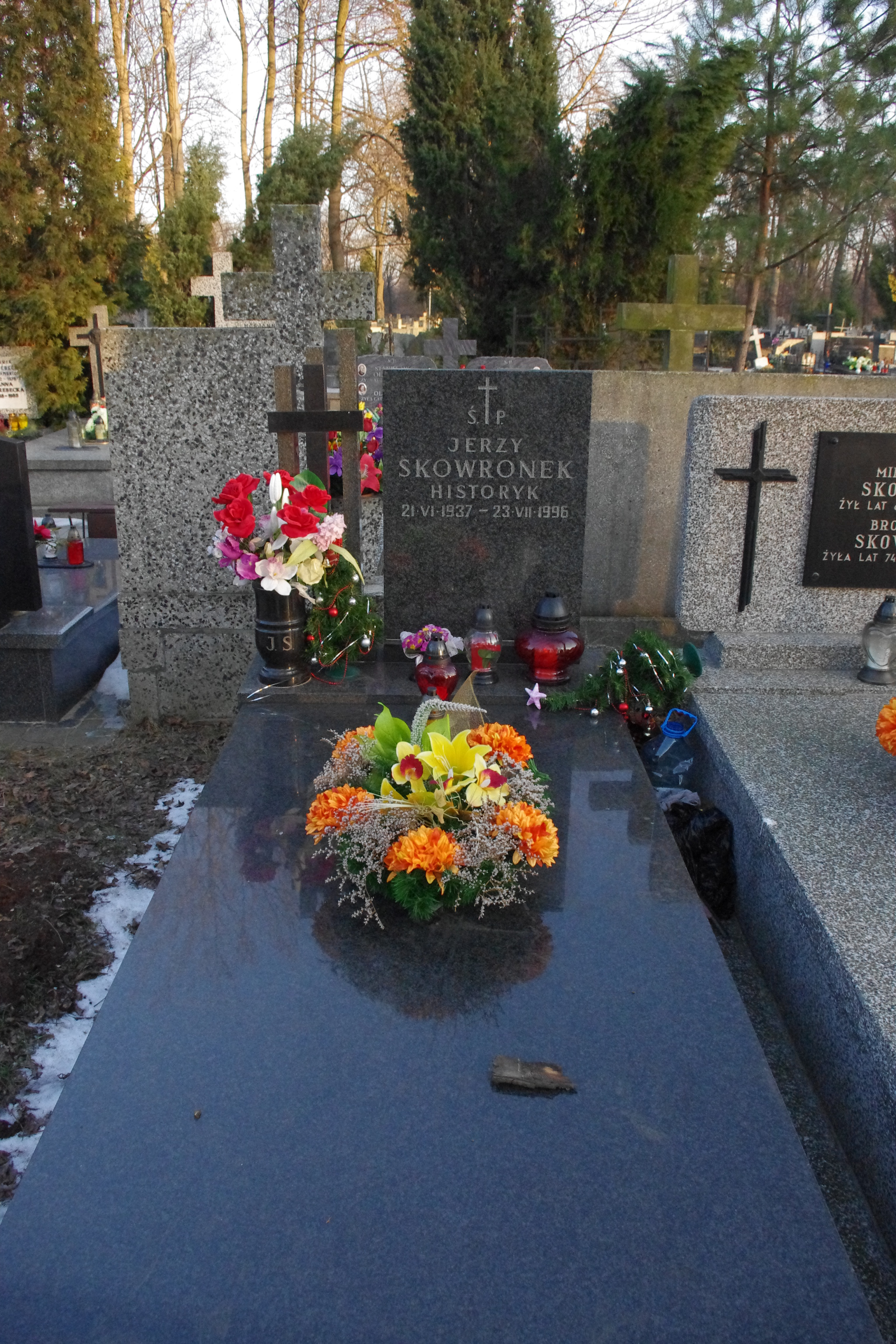
Grób historyka Jerzego Skowronka na Cmentarzu Prawosławnym w Warszawie

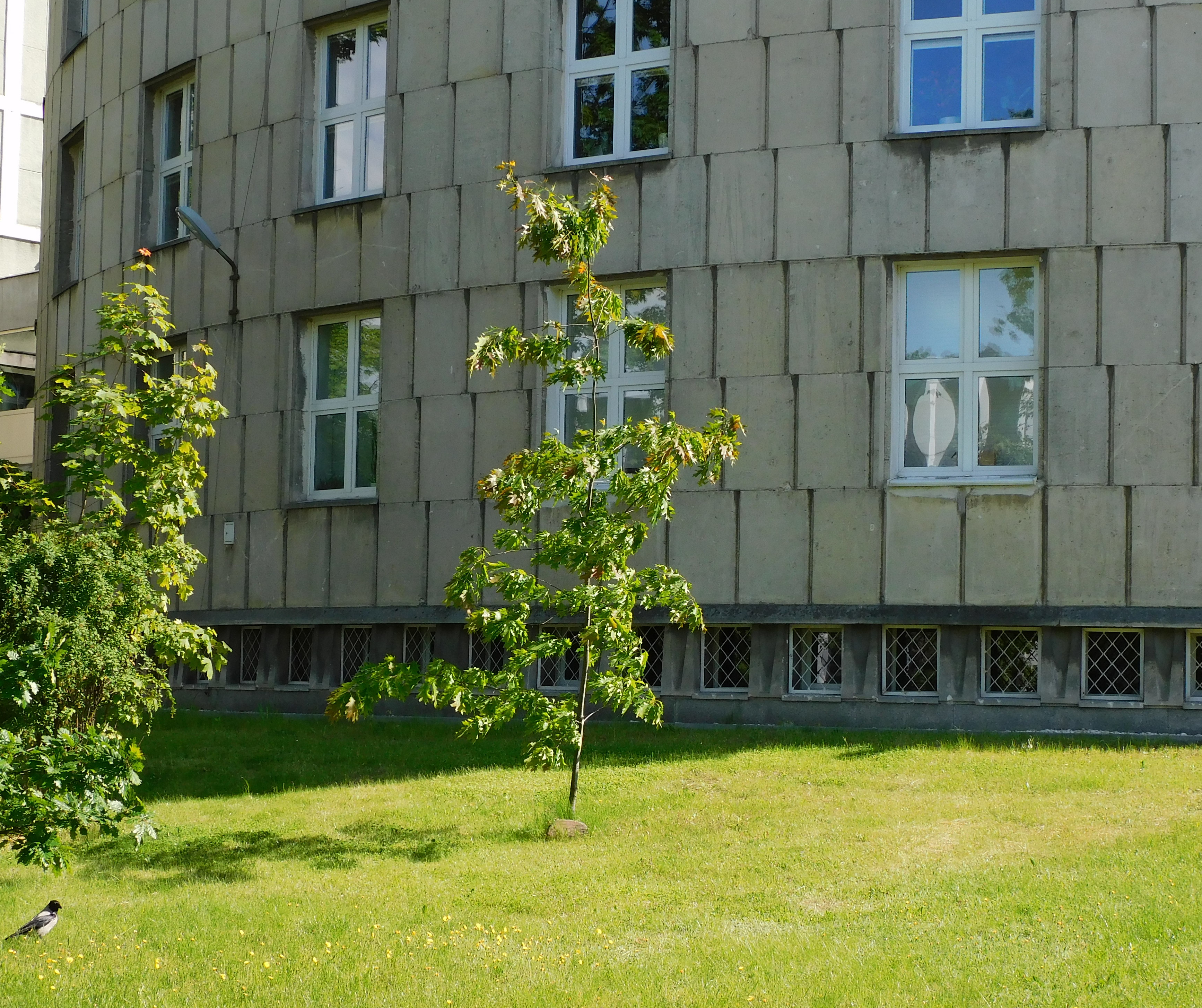
Dąb Jerzy przed Archiwum Akt Nowych w Warszawie

Jerzy Skowronek (ur. 21 czerwca 1937 w Radomiu, zm. 23 lipca 1996 w Chalon-sur-Saône) – polski historyk, badacz dziejów Europy Środkowo-Wschodniej, uczeń prof. Stefana Kieniewicza.

## Życiorys
W 1960 ukończył studia, na Wydziale Historii Uniwersytetu Warszawskiego. W 1966 uzyskał doktorat na Uniwersytecie Warszawskim na podstawie rozprawy Adam Jerzy Czartoryski a polityka zagraniczna Rosji w latach 1802–1808, tam też w 1975 obronił habilitację. Przedmiotem rozprawy habilitacyjnej była Polityka bałkańska Hotelu Lambert (1833–1856). W 1984 roku został profesorem nadzwyczajnym, a w 1995 zwyczajnym. W latach 1975–1976 kierownik Studium Zaocznego UW; 1976-1979 wicedyrektor Instytutu Historycznego UW. W latach 1982–1994 był kierownikiem Zakładu Historii XIX w. w IH UW, w latach 1985–1987 prorektorem UW. W latach 1991–1993 był dyrektorem Instytutu Nauk Humanistycznych Wojskowej Akademii Technicznej w Warszawie. W 1993 objął stanowisko Naczelnego Dyrektora Archiwów Państwowych.
W latach 1969–1971 był zastępcą sekretarza generalnego Polskiego Towarzystwa Historycznego. Od 1985 był członkiem Międzynarodowej Komisji Historii Słowian; w latach 1987–1989 członkiem Komitetu Nauk Historycznych PAN; od 1992 członek Międzynarodowej Komisji Studiów Europy Południowo-Wschodniej. Wykładał gościnnie w Katedrze Słowian Zachodnich i Południowych Uniwersytetu Moskiewskiego (1975), w Instituto Universitario Orientale w Neapolu (1989, 1990) oraz na uniwersytetach w Skopje, Lubljanie, Sarajewie i Belgradzie.
Wszystkie funkcje łączył z pracą dydaktyczną na UW. Był promotorem kilku prac doktorskich i wielu magisterskich. Był autorem licznych książek, m.in. Antynapoleońskie koncepcje Czartoryskiego (1969), Sprzymierzeńcy narodów bałkańskich (1983), Józef Poniatowski (1987), Z magnackiego gniazda do napoleońskiego wywiadu, Aleksander Sapieha (1992), Adam Jerzy Czartoryski (1994). Opracował monografię o Cmentarzu polskim w Montmorency. Pisał również hasła w encyklopediach i słownikach, napisał 12 biogramów do Polskiego Słownika Biograficznego. Jego dorobek obejmuje również  udział w pracach zbiorowych, liczne artykuły, edycje źródeł i podręczniki. Od 1991 był członkiem redakcji „Przeglądu Humanistycznego” i „Pamiętnika Słowiańskiego”. Jego zainteresowania badawcze obejmowały historię idei i ruchów narodowych w Europie Środkowej i Południowo-Wschodniej w XVIII i XIX w., historię Polski i krajów bałkańskich w XVIII i XIX w. oraz stosunki międzynarodowe w XIX w.
Zginął w wypadku samochodowym we Francji.
Kawaler Orderu Świętego Stanisława III klasy, udekorowany francuskim orderem „Palmes Academiques”. Pośmiertnie został odznaczony Krzyżem Oficerskim Orderu Odrodzenia Polski (1996).
W 1996 ustanowiono nagrodę jego imienia, przyznawaną wydawcom, którzy publikują książki z szerokiego kręgu zainteresowań badawczych.
Ku jego pamięci w 2015 przed budynkiem Archiwum Akt Nowych posadzono dąb Jerzy.

## Uczniowie
Do grona jego uczniów należą: Jarosław Czubaty, Tomasz Kizwalter, Zbigniew Klejn, Alicja Kulecka.